# Тірукковіл
Тірукковіл або Тірокувіл — містечко в окрузі Ампара, Шрі-Ланка, розташований вздовж східного узбережжя острова. За 30 км на північ Поттувіла та на 35 км на південь від Калмуная. З тамільської назва перекладається як храм Бога. Містечко силь постраждало від землетрусу в Індійському океані 2004 року.
Він знаходився в окрузі Баттікалоа, а тепер в окрузі Ампара. Це відоме місце для старих тамільських культур і храмів. Є муруганський храм: Шрі Сітіра Велаюта Сувамі Ковіл. Там є один навчальний заклад, Національний коледж Тамбувілу (TMMV).
Тірукковіл сильно постраждав від цунамі 26 грудня 2004 року. Через цунамі багато людей втратили своїх родичів та майно, включаючи будинки, худобу та рисові поля. Люди повертаються до свого нормального життя за допомогою допомоги уряду та громадських організацій.